# Neoumbilicoplastia
La neoumbilicoplastia consiste en la creación de un nuevo ombligo. Puede ser necesario en los casos de pacientes que sufrieron una amputación del ombligo durante una cirugía previa o para reimplantar el ombligo durante una abdominoplastia.
Existen numerosas técnicas quirúrgicas que se adaptan a cada caso en particular.se utiliza como una técnica que corrige la apariencia del ombligo, y consiste en dejar la cicatriz por dentro y no alrededor, sobre todo en pacientes ya operadas de lipectomia, lipoescultura y abdominoplastia, que no están conformes con los resultados obtenidos.
- Datos: Q6040924